# Munuza
Munuza (século VIII) foi um governador mouro do norte da Ibéria (incluindo a região das Astúrias e a Espanha moderna), e cujo confronto com Pelágio das Astúrias, na Batalha de Covadonga, fez parte da gênese da Reconquista.
Munuzia era de etnia berbere muçulmana, "companheiro de Tárique, e participou desde o início na ocupação do Reino Visigodo em 711, no avanço de Muça ibne Noçáir pelo Este, desde César Augusta até ao Norte, pela calçada romana até Astúrica Augusta, chegando até Luco dos Ástures.
Em 714, com a chamada de Muça ibne Noçáir e Tárique a Damasco pelo califa Ualide I, Munuza permanece na Península como governador (em árabe uale) do terço nordocidental da Hispânia, com sede, alternativamente, em Astúrica Augusta, Luco dos Ástures e Gígia.